# قلعه سین
قلعه سین، روستایی از توابع بخش پیشوا شهرستان پیشوا در استان تهران ایران است.نام اصلی این روستا را قلعه سین ذکر کرده‌اند . به دلیل اینکه این روستا در زمان‌های قدیم در مسیر جاده ابریشم قرار داشته و کاروان‌های متعدد تجاری که از کشور چین به سمت اروپا در حرکت بودند از این روستا عبور می‌کردند.بیشتر اهالی این روستا را مهاجرین اردستانی و اصفهانی تشکیل میدهند.

## جمعیت
این روستا در دهستان عسگریه قرار دارد و براساس سرشماری مرکز آمار ایران در سال ۱۳۸۵، جمعیت آن ۲٬۰۸۳ نفر (۵۰۶خانوار) بوده‌است.